# Shankaracharya

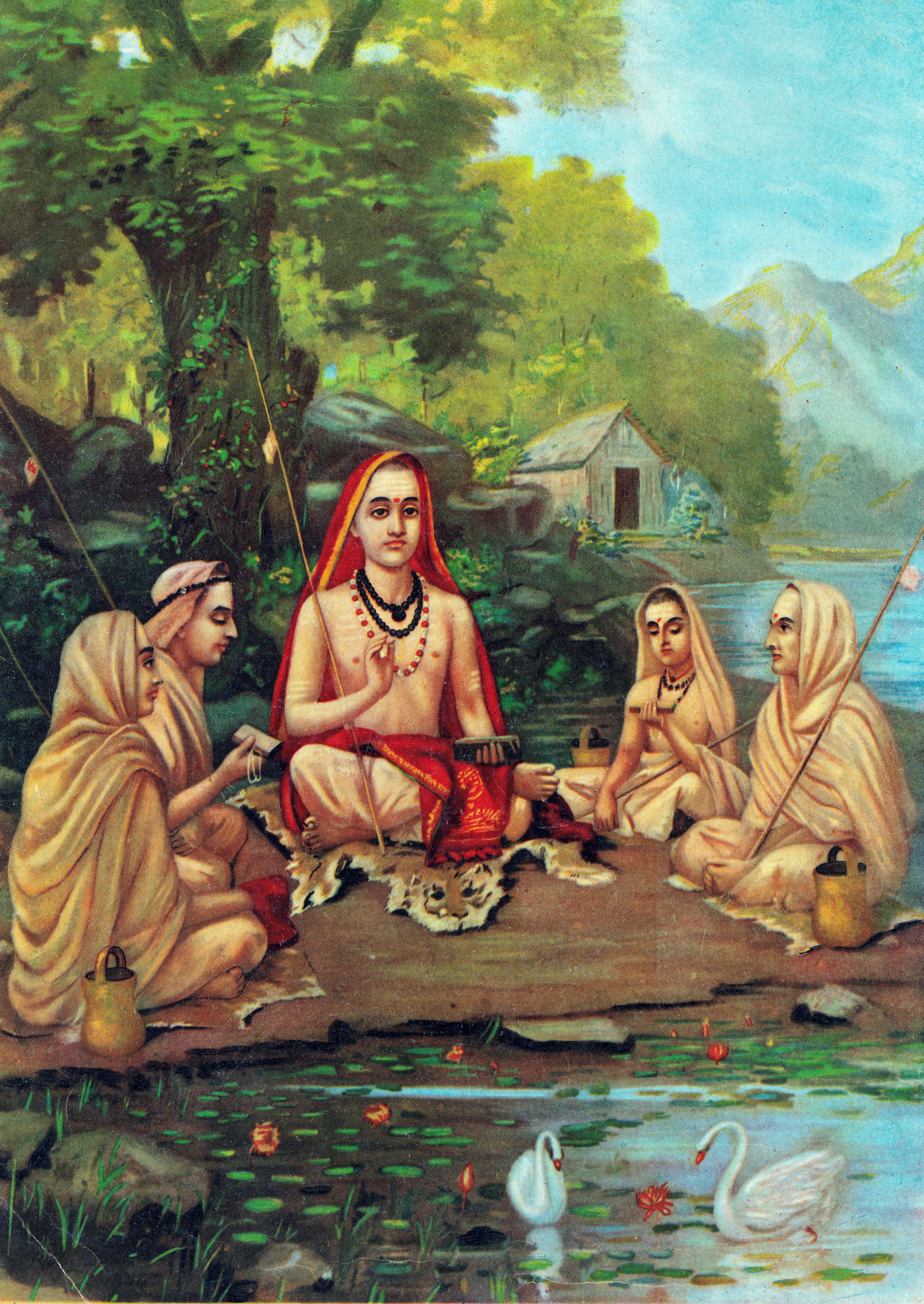
Jagadguru Adi Shankaracharya con i suoi quattro discepoli: Padmapadacharya, Sureshwaracharya, Hastamalakacharya e Totakacharya

Shankaracharya (IAST śaṅkarācārya, "maestro Shankara") è il titolo con il quale sono chiamati i capi dei quattro monasteri che la tradizione Advaita vuole fondati da Adi Shankara e per tale motivo considerati le più alte autorità spirituali dell'Induismo.
Il primo shankaracharya della storia fu - secondo la tradizione induista - lo stesso Adi Shankara che fondò in India quattro monasteri (detti matha o mutt) in corrispondenza dei quattro punti cardinali:
- a nord il monastero di Joshimath detto Jyotish Peetham o Uttaramnaya matha (IAST Uttarāmnāya maţha, "monastero del nord");
- a est il monastero di Puri detto Govardhan Peetham o Purvamnaya matha (IAST Pūrvāmnāya maţha, "monastero dell'est");
- a ovest il monastero di Dwarka detto Sharada Peetham o Paschimamnaya matha (IAST Paśchimāmnāya maţha, "monastero dell'ovest");
- a sud il monastero di Sringeri detto anch'esso Sharada Peetham o Dakshinamnaya matha (IAST Dakshināmnāya maţha, "monastero del sud").

A questi quattro monasteri originari si è aggiunto in seguito quello di Kanchi dove, secondo la tradizione locale, sarebbe morto Adi Shankara.
Attualmente gli shankaracharya sono: a Joshimath e a Dwarka Swarupananda Saraswati; a Puri Nischalananda Saraswati; a Sringeri Bharati Tirtha; e a Kanchi Sankara Vijayendra Saraswati.

## Il ruolo
Gli shankaracharya hanno una posizione sociale paragonabile a quella dei papi della Chiesa cattolica tanto che sono oggetto di venerazione da parte dei fedeli e vengono chiamati con gli appellativi di "Sua Santità" e jagadguru, cioè "maestro del mondo". Essi parlano normalmente in sanscrito e siedono su pelli di leopardo come nell'antichità. Gli shankaracharya sono tenuti a compiere lunghi pellegrinaggi (detti vijaya-yatra) a piedi per visitare le varie comunità sparse per l'India, similmente a quanto facevano gli antichi sovrani hindu.

## Elenco degli shankaracharya

### Shankaracharya di Sringeri
Il seguente elenco, ordinato cronologicamente per date di magistero, raccoglie gli shankaracharya di Sringeri.
| Nome Shankaracharya                             | Inizio magistero | Termine magistero | Nome personale | Luogo di nascita | Luogo di morte | N° |
| ----------------------------------------------- | ---------------- | ----------------- | -------------- | ---------------- | -------------- | -- |
| Sri Shankara Bhagavatpada                       |                  | 820               |                | Kalady, Kerala   | Kedarnath      | 1  |
| Sri Sureshwaracharya                            | 820              | 834               | Vishwarupa     | Mahishmatipura   |                | 2  |
| Sri Nityabodaghana                              | 834              | 848               |                |                  |                | 3  |
| Sri Jnanaghana                                  | 848              | 910               |                |                  |                | 4  |
| Sri Jnanotthma                                  | 910              | 954               |                |                  |                | 5  |
| Sri Jnanagiri                                   | 954              | 1038              |                |                  |                | 6  |
| Sri Simhagiri                                   | 1038             | 1098              |                |                  |                | 7  |
| Sri Ishwara Tirtha                              | 1098             | 1146              |                |                  |                | 8  |
| Sri Nrusimha Tirtha                             | 1146             | 1229              |                |                  |                | 9  |
| Sri Vidya Shankara Tirtha                       | 1229             | 1333              |                |                  |                | 10 |
| Sri Bharati Krishna Tirtha                      | 1333             | 1380              |                |                  |                | 11 |
| Sri Vidyaranya                                  | 1380             | 1386              |                |                  |                | 12 |
| Sri Chandrasekhara Bharati I                    | 1386             | 1389              |                |                  |                | 13 |
| Sri Nrusimha Bharati I                          | 1389             | 1408              |                |                  |                | 14 |
| Sri Purushotthama Bharati I                     | 1408             | 1448              |                |                  |                | 15 |
| Sri Shankara Bharati                            | 1448             | 1455              |                |                  |                | 16 |
| Sri Chandrasekhara Bharati II                   | 1455             | 1464              |                |                  |                | 17 |
| Sri Nrusimha Bharati II                         | 1464             | 1479              |                |                  |                | 18 |
| Sri Purushotthama Bharati II                    | 1479             | 1517              |                |                  |                | 19 |
| Sri Ramachandra Bharati                         | 1517             | 1560              |                |                  |                | 20 |
| Sri Nrusimha Bharati III                        | 1560             | 1573              |                |                  |                | 21 |
| Sri Nrusimha Bharati IV                         | 1573             | 1576              |                |                  |                | 22 |
| Sri Nrusimha Bharati V                          | 1576             | 1600              |                |                  |                | 23 |
| Sri Abhinava Nrusimha Bharati                   | 1600             | 1623              |                |                  |                | 24 |
| Sri Sacchidananda Bharati I                     | 1623             | 1663              |                |                  |                | 25 |
| Sri Nrusimha Bharati VI                         | 1663             | 1706              |                |                  |                | 26 |
| Sri Sacchidananda Bharati II                    | 1706             | 1741              |                |                  |                | 27 |
| Sri Abhinava Sacchidananda Bharati I            | 1741             | 1767              |                |                  |                | 28 |
| Sri Nrisimha Bharati VII                        | 1767             | 1770              |                |                  |                | 29 |
| Sri Sacchidananda Bharati III                   | 1770             | 1814              |                |                  |                | 30 |
| Sri Abhinava Sacchidananda Bharati II           | 1814             | 1817              |                |                  |                | 31 |
| Sri Nrisimha Bharati VIII                       | 1817             | 1879              |                |                  |                | 32 |
| Sri Sacchidananda Shivabhinava Nrisimha Bharati | 1879             | 1912              |                |                  |                | 33 |
| Sri Chandrasekhara Bharati III                  | 1912             | 1954              |                |                  |                | 34 |
| Sri Abhinava Vidyatirtha                        | 1954             | 1989              |                |                  |                | 35 |
| Sri Bharati Tirtha                              | 1989             |                   |                |                  |                | 36 |
| Nome Shankaracharya                             | Inizio magistero | Termine magistero | Nome personale | Luogo di nascita | Luogo di morte | N° |

### Shankaracharya di Kanchi
Il seguente elenco, ordinato cronologicamente per date di magistero, raccoglie gli shankaracharya di Kanchi.
| Nome Shankaracharya                                            | Inizio magistero | Termine magistero | Nome personale             | Luogo di nascita                               | Luogo di morte                                                      | N° |
| -------------------------------------------------------------- | ---------------- | ----------------- | -------------------------- | ---------------------------------------------- | ------------------------------------------------------------------- | -- |
| Sri Shankara Bhagavatpada                                      |                  | 820               |                            | Kalady, Kerala                                 | Kedarnath                                                           | 1  |
| Sri Sureshwaracharya                                           |                  | 407 a.C.          | Vishwarupa                 | Mahishmatipura                                 | Kanchi                                                              | 2  |
| Sri Sarvajnatman                                               | 407 a.C.         | 364 a.C.          |                            |                                                | Kanchi                                                              | 3  |
| Sri Sathyabodhendra Saraswati                                  | 364 a.C.         | 268 a.C.          | Phalinisa                  | Amaravatitheera nella zona di Chera            | Kanchi                                                              | 4  |
| Sri Jnanandendra Saraswati                                     | 268 a.C.         | 205 a.C.          | Jnanottama                 |                                                | Kanchi                                                              | 5  |
| Sri Suddhanandendra Saraswati                                  | 205 a.C.         | 124 a.C.          | Viswanatha                 | Vedaranyam                                     | Kanchi                                                              | 6  |
| Sri Anandaghanendra Saraswati                                  | 124 a.C.         | 55 a.C.           | Chinnayya                  | zona di Chera                                  | Srisail                                                             | 7  |
| Sri Kaivalyanandayogendra Saraswati                            | 55 a.C.          | 28                | Manganna                   | Tirupati nell'Andhra                           | Kanchi                                                              | 8  |
| Sri Krpa Sankarendra Saraswati                                 | 28               | 69                | Gangesopadyaya             | Andhra                                         | presso la regione dei Vindhya                                       | 9  |
| Sri Sureswara                                                  | 69               | 127               | Maheswara                  | Maharashtra                                    | Kanchi                                                              | 10 |
| Sri Sivananda Chidghanendra Saraswati                          | 127              | 172               | Iswara Vatu                | Karnataka                                      | Vrjddhachala                                                        | 11 |
| Sri Chandrasekharendra Saraswati                               | 172              | 235               | Hari                       | un villaggio presso il fiume Palar             | Seshachala                                                          | 12 |
| Sri Satchidghanendra Saraswati                                 | 235              | 272               | Seshaya                    | un villaggio sulle rive del fiume Gadilam      | Kanchi                                                              | 13 |
| Sri Vidyaghanendra Saraswati                                   | 272              | 317               | Nayanai                    | Andhra                                         | presso Agastya Hill                                                 | 14 |
| Sri Gangadharendra Saraswati                                   | 317              | 329               | Subhadra                   | Andhra                                         | Agastya Hill                                                        | 15 |
| Sri Ujjvala Sankarendra Saraswati                              | 329              | 367               | Achyuta Kesava             | Maharasthra                                    | Kalapuri                                                            | 16 |
| Sri Sadasivendra Saraswati                                     | 367              | 375               |                            | Kashmir                                        | Tryambaka, presso Nasik                                             | 17 |
| Sri Yogafilaka Surendra Saraswati                              | 375              | 385               |                            | Maharasahtra                                   | presso Ujjain                                                       | 18 |
| Sri Martanda Vidyaghanendra Saraswati                          | 385              | 398               | Srikanta                   |                                                | un villaggio sulle rive del fiume Godavari                          | 19 |
| Sri Muka Sankarendra Saraswati                                 | 398              | 437               |                            |                                                | un villaggio presso il Godavari                                     | 20 |
| Sri Chandrasekharendra Saraswati II                            | 437              | 447               |                            | Konkan                                         | Benares                                                             | 21 |
| Sri Bodhendra Saraswati                                        | 447              | 481               | Madhura                    | Ratnagiri nel Maharashtra                      | presso Jagannatha Kshetra                                           | 22 |
| Sri Satchisukhendra Saraswati                                  | 481              | 512               | Girisa                     | Srikakulam nell'Andhra                         | presso Jagannatha Kshetra                                           | 23 |
| Sri Chitsukhendra Saraswati                                    | 512              | 527               | Siva Sarma                 | Konkan                                         | presso Ratnagiri                                                    | 24 |
| Sri Satchidanandaghanendra Saraswati                           | 527              | 546?              |                            | Srimushnam                                     | Gokarna                                                             | 25 |
| Sri Prajnaghanendra Saraswati                                  | 546?             | 548?              | Sonagiri                   | un villaggio sulle rive del fiume Pinakini     | Kanchi                                                              | 26 |
| Sri Chidvilasendra Saraswati                                   | 548?             | 577               | Hari Kesava                | Hastagiri (Andhra)                             | Kanchi                                                              | 27 |
| Sri Mahadevendra Saraswati I                                   | 577              | 601               | Sesanarayana               | Bhadrachala                                    | Kanchi                                                              | 28 |
| Sri Purnabhodhendra Saraswati                                  | 601              | 618               | Krishna                    |                                                | Kanchi                                                              | 29 |
| Sri Bhodhendra Saraswati II                                    | 618              | 655               | Balayya                    |                                                | Kanchi                                                              | 30 |
| Sri Brahmanandaghanendra Saraswati                             | 655              | 668               | Jyestha Rudra              | un villaggio sulle rive del fiume Gadilam      | Kanchi                                                              | 31 |
| Sri Chidanandaghanendra Saraswati                              | 668              | 672               | Padmanabha                 |                                                | Kanchi                                                              | 32 |
| Sri Satchidananda Saraswati                                    | 672              | 692               | Timmanna                   | un villaggio sulle rive del fiume Chandrabhaga | Kanchi                                                              | 33 |
| Sri Chandrasekharendra Saraswati III                           | 692              | 710               | Sambhu                     | un villaggio sulle rive del fiume Vegavati     | Kanchi                                                              | 34 |
| Sri Chitsukhendra Saraswati                                    | 710              | 737               | Susila Kamalaksha          | Vedachala                                      | Sahya mountain area                                                 | 35 |
| Sri Chitsukhanandendra Saraswati                               | 737              | 758               | Suresa                     | un villaggio sulle rive del fiume Palar        | Kanchi                                                              | 36 |
| Sri Vidyaghanendra Saraswati III                               | 758              | 795               | Suryanarayana              |                                                | Chidambaram                                                         | 37 |
| Sri Abhinava Sankarendra Saraswati                             | 795              | 840               |                            | Chindambaram                                   | grotta di Dattatreya sui monti Atreya in Himalaya                   | 38 |
| Sri Satchidvilaasendra Saraswati                               | 840              | 873               | Sripati                    | Kanyakubja                                     | Kanchi                                                              | 39 |
| Sri Mahadevendra Saraswati II                                  | 873              | 915               | Sivaramabhatta             | Karnataka                                      | Kanchi                                                              | 40 |
| Sri Gangadharendra Saraswati II                                | 915              | 950               | Appanna                    | un villaggio sulle rive del fiume Bhima        | Kanchi                                                              | 41 |
| Sri Brahmanandaghanendra Saraswati                             | 950              | 978               | Narasambhatta              |                                                | Kanchi                                                              | 42 |
| Sri Anandaghanendra Saraswati                                  | 978              | 1014              | Sankara Pandita            | un villaggio nella valle del Tungabhadra       | Kanchi                                                              | 43 |
| Sri Purnabhodhendra Saraswati II                               | 1014             | 1040              | Hari                       | Karnataka                                      | Kanchi                                                              | 44 |
| Sri Paramasivendra Saraswati I                                 | 1040             | 1061              | Srikanta                   |                                                | Kanchi                                                              | 45 |
| Sri Sandranandabhodhendra Saraswati                            | 1061             | 1098              | Somadeva                   |                                                | Arunachala Kshetra                                                  | 46 |
| Sri Chandrasekharendra Saraswati IV                            | 1098             | 1166              | Srikantha                  | sulle rive del fiume Kundini                   | Arunachala Kshetra                                                  | 47 |
| Sri Advaitanandabodhendra Saraswati                            | 1166             | 1200              | Sitapati                   | sulle rive del fiume Pinakini                  | Chidambaram                                                         | 48 |
| Sri Mahadevendra Saraswati III                                 | 1200             | 1247              | Gurumurthi                 | Chhayavanam                                    | sulle rive del fiume Gadilam                                        | 49 |
| Sri Chandrachudendra Saraswati I                               | 1247             | 1297              | Gangesa                    |                                                | sulle rive del fiume Gadilam                                        | 50 |
| Sri Vidyateerthendra Saraswati                                 | 1297             | 1385              | Sarvajna Vishnu            | Bilvaranya                                     | Himalaya                                                            | 51 |
| Sri Sankaranandendra Saraswati                                 | 1385             | 1417              | Mahesa                     | Madhyarjuna o Tiruvidaimarudur                 | Kanchi                                                              | 52 |
| Sri Purnananda Sadasivendra Saraswati                          | 1417             | 1498              | Nagaranya                  |                                                | Kanchi                                                              | 53 |
| Sri Vyasachala Mahadevendra Saraswati                          | 1498             | 1507              | Kuppanna                   | Kanchi                                         | Vyasachala                                                          | 54 |
| Sri Chandrachudhendra Saraswati II                             | 1507             | 1524              | Arunagiri                  | Asmachala, presso il fiume Manimuktar          | Kanchi                                                              | 55 |
| Sri Sarvajna Sadasiva Bhodhendra Saraswati                     | 1524             | 1539              |                            | un villaggio sulle rive del fiume North Pennar | Rameswaram                                                          | 56 |
| Sri Paramasivendra Saraswati II                                | 1539             | 1586              | Sivaramakrishna            | un villaggio sulle rive del fiume Pampa        | Svetaranya                                                          | 57 |
| Sri Atma Bodhendra Saraswati                                   | 1586             | 1638              | Visvesvara                 | Vruddhachala                                   | sulle rive del fiume South Pinakini, noto in tamil come Then Pennai | 58 |
| Sri Bhagavannama Bodhendra Saraswati                           | 1638             | 1692              | Purushottama               | Kanchi                                         | Govindapuram                                                        | 59 |
| Sri Advaitatma Prakasendra Saraswati                           | 1692             | 1704              | Sruti-Pandita              | un villaggio sul fiume Vasistha                | villaggio di Ambi, presso Kanchi                                    | 60 |
| Sri Mahadevendra Saraswati IV                                  | 1704             | 1746              | Narayana                   |                                                | Tiruvottiyur                                                        | 61 |
| Sri Chandrasekharendra Saraswati V                             | 1746             | 1783              |                            |                                                | Kumbakonam, sulle rive del fiume Kaveri                             | 62 |
| Sri Mahadevendra Saraswati V                                   | 1783             | 1813              | Anna Srauti                | Kumbakonam                                     | Kumbakoriam                                                         | 63 |
| Sri Chandrasekharendra Saraswati VI                            | 1813             | 1851              | Venkatasubramanya Dikshita |                                                | Kumbakonam                                                          | 64 |
| Sri Sudarsana Mahadevendra Saraswati                           | 1851             | 1891              | Mahalingam                 | Madhyarjuna                                    | Ilaiyattangudi                                                      | 65 |
| Sri Chandrasekharendra Saraswati VII                           | 1891             | 1907              | Swaminatha                 | Udayambakkam                                   | Kalavai                                                             | 66 |
| Sri Mahadevendra Saraswati V                                   | 1907             | 1907              | Lakshmi Narasimha          |                                                | Kalavai                                                             | 67 |
| Sri Chandrasekharendra Saraswati Swamigal Sri Swaminathan      | 13 febbraio 1907 | 8 gennaio 1994    |                            | Viluppuram                                     | Kanchipuram                                                         | 68 |
| Sri Jayendra Saraswati Swamigal Sri Subramaniyam               |                  |                   |                            | Irulneekki                                     |                                                                     | 69 |
| Sri Sankara Vijayendra Saraswati Swamigal Sri Sankaranarayanan |                  |                   |                            | Periyapalayam, villaggio presso Arani          |                                                                     | 70 |
| Nome Shankaracharya                                            | Inizio magistero | Termine magistero | Nome personale             | Luogo di nascita                               | Luogo di morte                                                      | N° |